# Morocco World News
Morocco World News (MWN) est un journal électronique marocain anglophone, fondé en 2011 par Samir Bennis et Adnane Bennis. Basé à Rabat, il couvre l’actualité nationale et internationale en anglais, avec pour objectif de proposer une perspective marocaine sur les grands sujets d’intérêt régional et mondial,.
Le site se distingue par sa volonté de rendre l’actualité marocaine accessible à un public international, en particulier dans le monde anglophone. Il traite de sujets variés, allant de la politique et de l’économie à la culture et aux questions de migration.
Morocco World News publie également des analyses, des tribunes et des contributions d’universitaires ou de spécialistes des questions marocaines et régionales.

## Présentation
Morocco World News a été fondé en 2011 à New York par les frères Samir Bennis et Adnane Bennis, avant d'établir son siège à Rabat, au Maroc. 
Le journal publie des nouvelles sur le Maroc et la région MENA sur un large éventail de sujets notamment la politique, l'économie, les relations internationales, la technologie, les sports et le Sahara. 
La position politique du média est pro-marocaine lorsqu'il s'agit d'affaires étrangères, notamment dans le cas des relations avec l'Algérie, ou encore la question du Sahara Occidental.